# Элим (царь ливийцев)
Элим (др.-греч. Ἔλυμος) — царь ливийцев, правивший в IV веке до н. э.

## Биография
Внешнеполитические успехи тирана Сиракуз Агафокла в Сицилии привели его к войне с Карфагеном, начавшейся в 312 году до н. э. После ряда понесенных поражений Агафокл в 310 году до н. э. принял смелое решение высадиться со своим войском в Африке недалеко от самой пунийской столицы. Здесь действиям греков поначалу сопутствовала удача. Агафоклу удалось не только успешно переправить свою армию мимо охранявшего коммуникации карфагенского флота, но и одержать победу при Белом Тунисе.
При известии о поражении карфенского войска и гибели на поле боя одного из суффетов против владычества пунийцев выступили нумидийцы и ливийцы. Царь последних Элим поспешил на помощь грекам и принял участие в осаде Гадрумета, который и был взят, несмотря на то, что власти Карфагена смогли собрать и направить новую армию. После капитуляции Гадрумета союзникам удалось захватить и Тапс. Таким образом подтвердилось надежда Агафокла, высказанная, согласно Юстину, ранее им своим солдатам при разъяснении замысла переноса кампании на территорию противника: «одно дело вести военные операции у себя на родине, другое — за пределами ее. Дома поддержкой могут служить только те военные силы, которые может предоставить родина. За границей же можно побеждать врага его собственными силами, так как от него начнут отпадать союзники, которые из ненависти к долголетнему угнетению ждут помощи со стороны».
Однако спустя некоторое время Элим принял решение оставить греков. Возможно, его, как ранее нумидийцев, смутило желание Агафокла именовать себя «царем Африки». Или же он мог, изучив характер Агафокла, усомниться в его преданности к союзникам, что подтвердилось и последующими событиями с участием правителя Киренаки Офелла. Не исключены и интриги карфагенского правительства, кровно заинтересованного во возникновении взаимной неприязни среди своих врагов. Не случайно Диодор Сицилийский сообщает, что теперь «ливийские союзники карфагенян сражались вместе с ними». Между вчерашними друзьями состоялась битва, в результате которой ливийцы были разгромлены. Множество африканских воинов было убито, и среди них оказался сам Элим.
Однако часть ливийцев поддержали Агафокла и позднее, когда он в 307 году до н. э. снова высадился в Африке. Но при этом ливийцы отступались от греков при первой же удобной возможности.